# Robert Edward Gross
Robert Edward Gross (2 juillet 1905 - 11 octobre 1988) est un chirurgien américain et un chercheur médical . Il effectue ses premiers travaux en chirurgie cardiaque pédiatrique au Boston Children's Hospital.

## Biographie
Selon sa nécrologie dans le New York Times, en 1938, Gross "a effectué la première correction chirurgicale de l'un des troubles cardiaques congénitaux les plus courants chez les enfants", se référant à la ligature du canal artériel,. Dix ans plus tard, il effectue la première intervention chirurgicale pour greffer du tissu artériel d'une personne à une autre, faisant ainsi un bond en avant dans les méthodes de réparation des artères endommagées ,. Il met également au point une méthode d'incision dans un cœur à l'aide d'un puits en plastique qui permettait d'éviter une perte de sang catastrophique. Gross est membre de l'Académie nationale des sciences . Il est également chirurgien en chef du service de chirurgie cardiovasculaire, Children's Hospital, Boston . Gross est l'un des fondateurs de l'American Board of Surgery et de l'American Board of Thoracic Surgery. Il est également membre de l'Académie américaine des arts et des sciences, membre du conseil d'administration de l'Académie américaine de pédiatrie et membre de l'Association américaine pour l'avancement des sciences et de la Society of University Surgeons . En 1941, il co-écrit "Abdominal Surgery of Infancy and Childhood" avec le Dr William E Ladd. Le livre est considéré comme un classique de la littérature chirurgicale. Gross est élu au Temple de la renommée pédiatrique américain . La National Academies Press déclare qu'il "a fait de nombreuses contributions qui ont modifié la pratique et la compréhension de la chirurgie, de la pédiatrie et de la cardiologie à travers le monde".